# STK17A
STK17A‏ (Serine/threonine kinase 17a) هوَ بروتين يُشَفر بواسطة جين STK17A في الإنسان.